# 心性寺
心性寺（しんしょうじ）は岐阜県多治見市笠原町にある聖観世音菩薩を本尊とする天台宗の寺院。山号は円融山。

## 歴史
創建不詳であるが、境内地に南北朝期の特徴を持つ宝篋印塔があるためその時期までさかのぼる可能性がある。
本尊は聖観世音菩薩で、毘沙門天と不動明王を脇侍としている。
妻木氏ゆかりの寺であり、かつて存在した土岐郡三十三所巡礼において十九番札所であった。
開山の位牌が残されているものの、その名前の圓性は寺の山号と寺号を組み合わせたものであり本来の開山の名前は不詳である。
中興の閑唱真順が、旗本の妻木氏本家の知行所にあった大鏡寺や旦性寺を寛永7年(1630年)までに再興していることから、心性寺もこの時期に中興されたと考えられている。
中興に当たっては妻木頼利の助力があったことが妻木薬師堂の棟札に記されている。
伝説では万治元年(1658年)に妻木彦右衛門が家臣を連れて通行中、馬が歩みを止めたため土中を掘らせると現本尊の聖観世音菩薩が見つかったとされ、駒止め観音の異名がある。
江戸時代には妻木八幡神社の別当寺である大鏡寺の末寺であったが、幕末には無住となった時期もあり、大鏡寺の住持が心性寺の住持を兼務したこともあった。
明治元年(1868年)の神仏分離の際に大鏡寺が廃寺となったため、そのゆかりの品を保管している。
また、中興の閑唱真順が彫った千体仏が残されている。
大正時代の始めに、上原から現在地に移転した。
二本の花崗岩の門柱には左の柱には毘沙門天、右の柱には観世音菩薩と刻まれている。四十段ほどの石段の両側には三十三所観音像が何体か祀られている。
昭和54年(1979年)、本堂が再建された。

## 文化財

### 多治見市指定文化財
- 阿弥陀千体仏　閑唱真順作　971躯